# Corazón y tripas
Corazón y tripas (en portugués: Das Tripas Coração) es una película de comedia brasileña de 1982 dirigida por Ana Carolina. Se proyectó en la sección Una Cierta Mirada del Festival de Cine de Cannes de 1982. 

## Trama
El estado decreta el cierre de un internado exclusivo para niñas. Un interventor, Guido (Antônio Fagundes), es enviado a la escuela a firmar la confirmación de cierre y dice que se convertirá en una sociedad anónima. Inesperadamente, los estudiantes comienzan a tener relaciones sexuales, al igual que los conserjes y los agentes escolares. Mientras tanto, cada una de las dos protagonistas, Renata (Dina Sfat) y Miriam (Xuxa Lopes), crean obstáculos entre sí, ya que ambas quieren a Guido exclusivamente para ella. Al final, sin embargo, Guido descubre que todo fue sólo un sueño y confirma el cierre de la escuela.

## Elenco
- Antônio Fagundes como Guido
- Dina Sfat como Renata
- Xuxa Lopes como Miriam
- Ney Latorraca como sacerdote
- Christiane Torloni como profesora
- Eduardo Tornaghi
- Othon Bastos
- Cristina Pereira como Amindra
- Myrian Muniz como Muniza
- Nair Bello como Nair